# Sars-la-Bruyère
Pour les articles homonymes, voir Sars et Sart.
Cet article possède un paronyme, voir Sars-la-Buissière.
Sars-la-Bruyère (en néerlandais : Sars-la-Bruyere) est une section de la commune belge de Frameries, située en Région wallonne dans la province de Hainaut.

## Évolution démographique
- Sources : INS, Rem. : 1831 jusqu'en 1970 = recensements, 1976 = nombre d'habitants au 31 décembre[3].

## Histoire

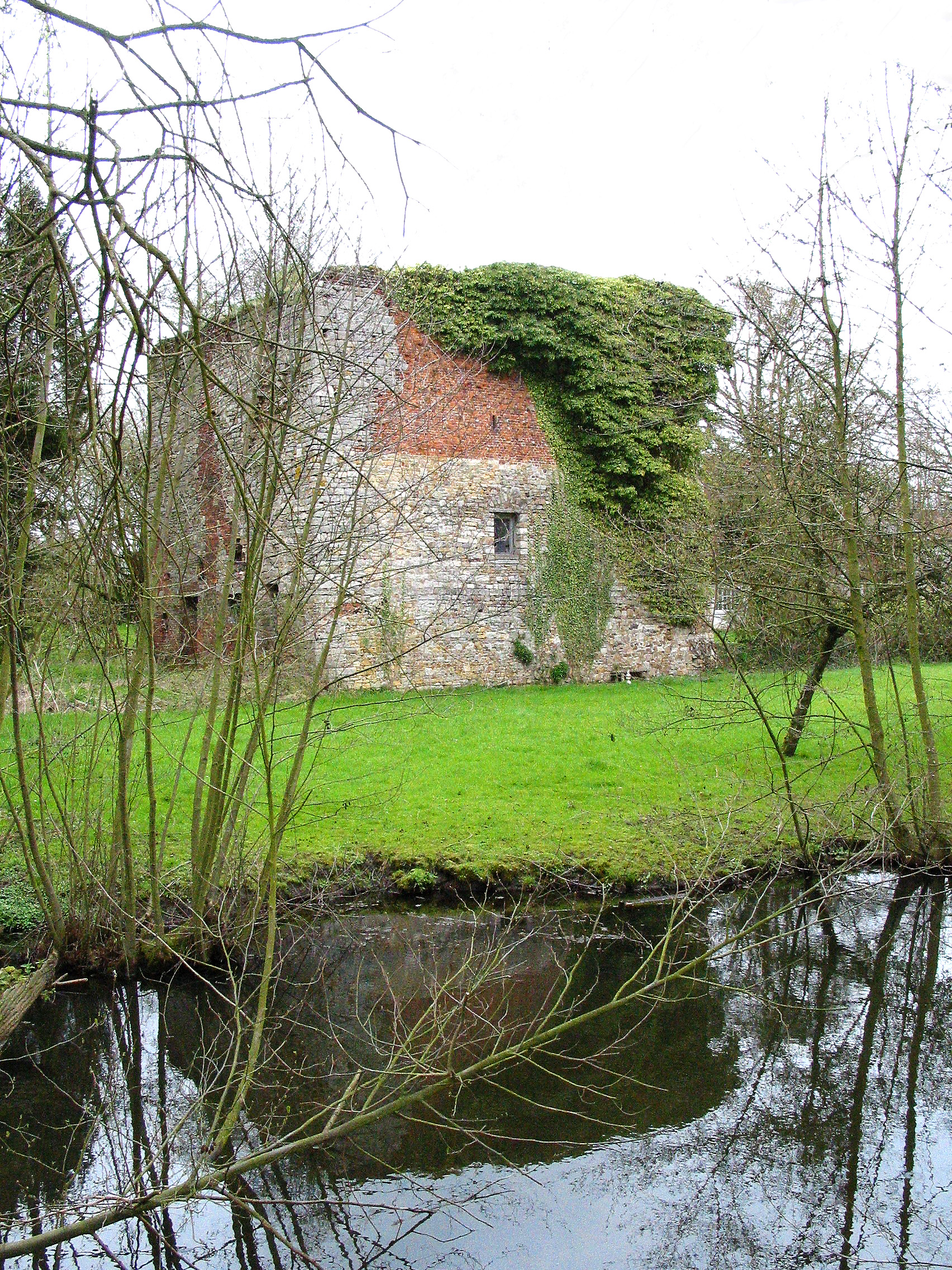
L'ancien donjon (XIIIe siècle).

C'est un village rural dont l'existence est mentionnée pour la première fois dans une bulle du pape Lucius III, le 25 octobre 1185 confirmant les possessions du Chapitre de Sainte-Waudru. Etymologiquement, son nom provient du latin "Sartum" qui signifie endroit défriché ou sarclé. Le village est traversé par la chaussée romaine Bavay – Utrecht le long de laquelle, on a pu trouver de nombreux silex taillés lors des travaux de réhabilitation d'un tronçon en voie carrossable.
Par photos aériennes, on peut détecter des traces de constructions gallo-romaines voire d'un hippodrome mais jusqu'à ce jour (2019), aucune fouille systématique n'a été entreprise. Mais il est vraisemblable qu'au moins une tour de gué (devenue donjon) fut bâtie pour surveiller cette chaussée.
Ce donjon (XIIIe siècle) est toujours visible et est, avec la Tour Salamandre de Beaumont et le donjon de Saint-Vaast-la-Vallée en France, l'un des vestiges les plus anciens de l'ère médiévale.
Il faut également savoir que La Bataille de Malplaquet (le 11 septembre 1709) s'est déroulée en partie sur le territoire actuel de Sars-La-Bruyère (lieu-dit "La Noire Bouteille"). Lors de cette bataille, de nombreux civils périrent dans l'église où ils s'étaient réfugiés (incendiée par quel camps ?). Une plaque commémorative reprenant les noms de ces victimes se trouve dans le fond de l'église paroissiale.

### Liens
- Syndicat d'Initiative et de Promotion Touristique de Frameries ;